# Saint-Genès-la-Tourette

Saint-Genès-la-Tourette este o comună în departamentul Puy-de-Dôme, Franța. În 1 ianuarie 2022 avea o populație de 189 de locuitori.